# Barre (City)
Barre City  ist eine City im Washington County des Bundesstaates Vermont in den Vereinigten Staaten mit 8491 Einwohnern (laut Volkszählung von 2020).

## Geografie

### Geografische Lage
Barre City liegt im Osten des Washington Countys in einer Hochebene der Green Mountains. Umgeben von der Town Barre. Grenzt die City im Westen an Berlin. Barre ist das Zentrum der Granitproduktion Vermonts. Durch die City fließen der Stevens Branch River und der Jail Branch River. Beide münden im Winooski River.

### Nachbargemeinden
Alle Angaben als Luftlinien zwischen den offiziellen Koordinaten der Orte aus der Volkszählung 2010.
- Norden: East Montpelier, 10,0 km
- Nordosten: Groton, 21,5 km
- Osten: Ryegate, 33,5 km
- Südosten: Orange, 9,0 km
- Süden: Williamstown, 9,0 km
- Südwesten: Northfield, 12,5 km
- Westen: Fayston, 28,0 km
- Nordwesten: Montpelier, 9,0 km

### Klima
Die mittlere Durchschnittstemperatur in Barre liegt zwischen −8 °C im Januar und 19 °C im Juli. Damit ist der Ort gegenüber dem langjährigen Mittel der USA um etwa 10 Grad kühler. Die Schneefälle zwischen Mitte Oktober und Mitte Mai liegen mit bis zu sechs Metern etwa doppelt so hoch wie die mittlere Schneehöhe in den USA, die tägliche Sonnenscheindauer liegt am unteren Rand des Wertespektrums der USA, im Zeitraum September bis Dezember sogar deutlich darunter.

## Geschichte
Die City wurde 1895 als eigene Verwaltungseinheit aus dem umgebenden Land, Barre Town, ausgegliedert, nachdem ab 1880 die Einwohnerzahl der Region durch Immigranten aus verschiedenen Ländern, die durch die bekannt gewordenen Steinbrüche angezogen worden waren, von rund 2.000 auf etwa 10.000 angestiegen war.
Die Stadt ist heute das wirtschaftliche und kulturelle Zentrum des weiten Umkreises. Nach dem weitgehenden Niedergang der Granit-Industrie – heute sind in den verbliebenen Steinbrüchen Barres nur noch 97 Personen beschäftigt – hat sich eine große Zahl mittelständischer Industrie im Ort angesiedelt. Einer der größeren Arbeitgeber ist die Firma Bombardier, die hier ein Wagonwerk betreibt.

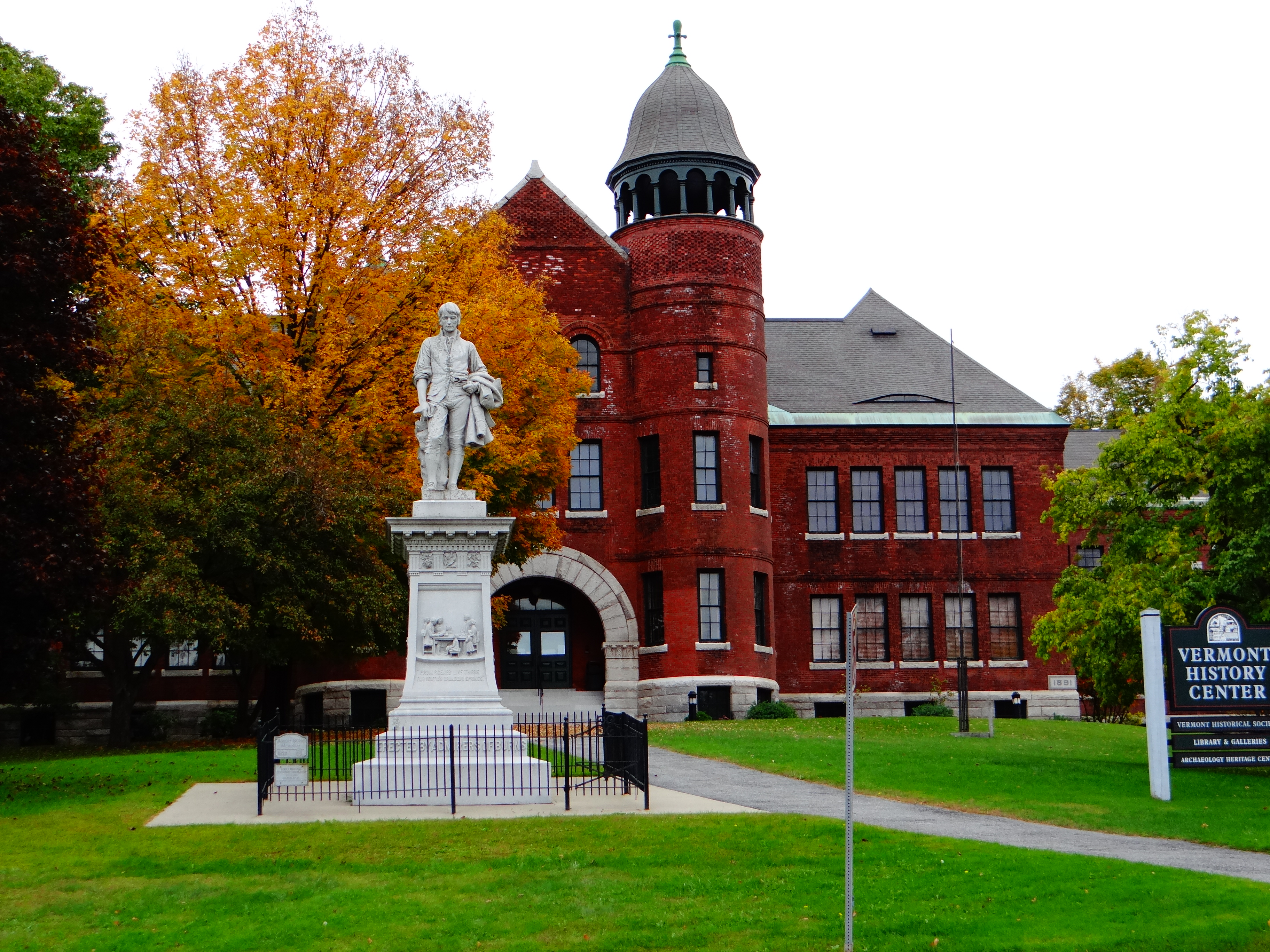
Historical Society und Robert Burn Monument

Der Friedhof der Stadt hat sich zu einem touristischen Anziehungspunkt entwickelt, weil die dortigen Grabsteine nicht nur alle aus dem einheimischen, hellgrauen Granit bestehen, sondern zum Teil ungewöhnliche Arbeiten darstellen.
Die Vermont Historical Society hat ihren Sitz in Barre City.
In Barre gibt es eine große Anzahl von Denkmalgeschützten Gebäuden. Viele befinden sich im Barre Downtown Historic District. Viele der Gebäude wurden in den 1880er Jahren errichtet, als sich Barre von einer landwirtschaftlich geprägten Gemeinde durch die Granitindustrie zu einem Wirtschaftszentrum wandelte. Der Bau der Eisenbahn beschleunigte diese Entwicklung.

### Einwohnerentwicklung
| Jahr      | 1900  | 1910   | 1920   | 1930   | 1940   | 1950   | 1960   | 1970   | 1980  | 1990  |
| --------- | ----- | ------ | ------ | ------ | ------ | ------ | ------ | ------ | ----- | ----- |
| Einwohner | 8.448 | 10.734 | 10.008 | 11.307 | 10.909 | 10.922 | 10.387 | 10.209 | 9.824 | 9.482 |
| Jahr      | 2000  | 2010   | 2020   | 2030   | 2040   | 2050   | 2060   | 2070   | 2080  | 2090  |
| Einwohner | 9.291 | 9.052  | 8.491  |        |        |        |        |        |       |       |

## Kultur und Sehenswürdigkeiten

### Museen

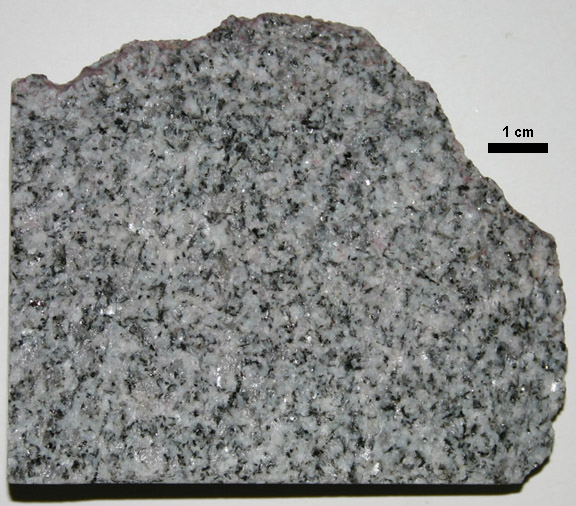
Barre Granit

Das Vermont Granite Museum befindet sich am Nordrand der City. Es liegt im ehemaligen Granitsteinbruch der Jones Brothers Company im Granit Schuppen von 1895. Er wurde im Jahr 2002 restauriert. Das Museum ist noch in der Entwicklung, geplant sind Exponate zu allen Aspekten des Granits der Region.

## Wirtschaft und Infrastruktur

### Verkehr
Barre ist in vielfältiger Form an die Außenwelt angeschlossen. Neben dem Interstate 89, der westlich an der Stadt vorbeiführt, beginnt im Ortszentrum die Vermont State Route 62 in das Industriezentrum Vermonts, Burlington; auch der U.S. Highway 302 führt durch Barre City. Der Edward F. Knapp State Airport liegt etwa sechs Kilometer westlich des Stadtzentrums. Auch eine Eisenbahnverbindung, die New England Central Railroad, besteht noch. Andere Schienenverbindungen, darunter die Bahnstrecke Montpelier Junction–Williamstown und die Straßenbahn Montpelier–Barre werden heute nicht mehr betrieben oder halten in Barre nicht mehr.

### Öffentliche Einrichtungen
In Barre sind neben den üblichen städtischen Einrichtungen und den öffentlichen Schulen bis zur Middle School keine zusätzlichen öffentlichen Einrichtungen vertreten. Das nächstgelegene Krankenhaus ist das Central Vermont Medical Center im benachbarten Berlin.

### Bildung
In Barre City sind eine Grund- und Mittelschule, die Barre City Middle and Elementary School mit Klassen von Pre-Kindergarten bis zur achten Schulklasse und die Spaulding High School mit den Schulklassen 9 bis 12 als öffentliche Schulen verfügbar. Sie liegen in der City of Barre, die aber mit der Town of Barre eine gemeinsame Schulverwaltung betreibt. Zusätzlich bietet das Barre Technical Center, ebenfalls in der City, eine Berufsausbildung in technischen Berufen.

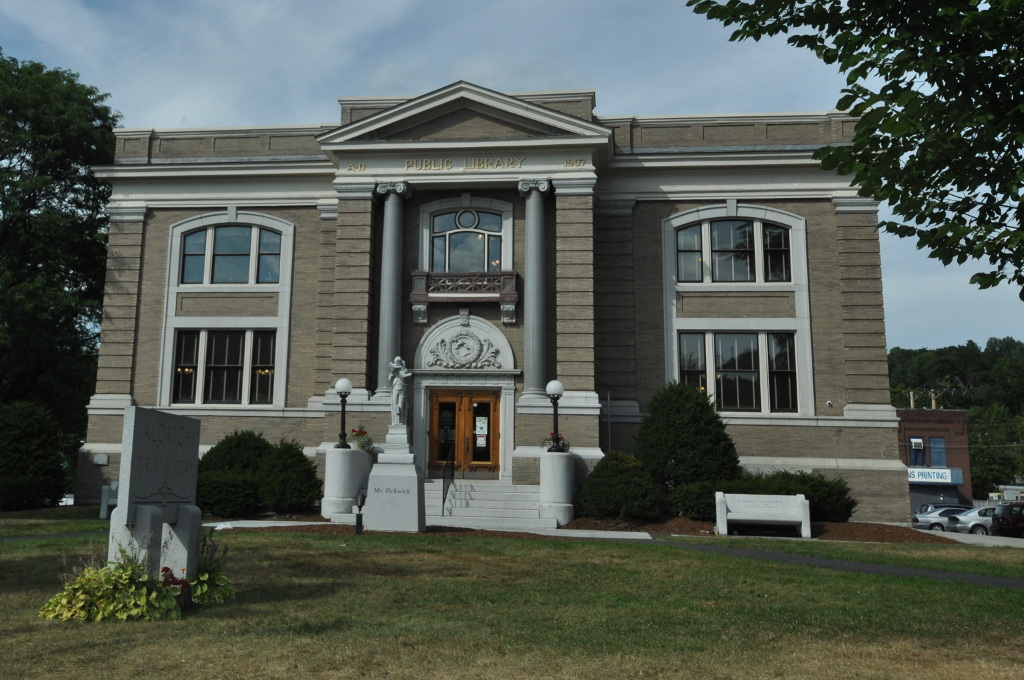
Aldrich Public Library

Die Aldrich Public Library befindet sich in Downtown Barre City. Das Gebäude der Bücherei wurde 1908 errichtet und die Fläche wurde im Jahr 1999 renoviert und erweitert. Die Bücherei hat eine Filiale in East Barre.

## Persönlichkeiten
Anmerkung: Wegen der fehlenden Unterscheidung in den Biographien, ob die hier aufgeführten Personen in der Town of Barre oder der City of Barre geboren wurden, sind diese Angaben in beiden Artikeln gleich.

### Söhne und Töchter der Stadt
- Socrates N. Sherman (1801–1873), Politiker und Vertreter Vermonts im US-Repräsentantenhaus
- Alson Sherman (1811–1903), Politiker und Bürgermeister der Stadt Chicago
- Deane C. Davis (1900–1990), Politiker und Gouverneur Vermonts
- Norman Anderson (1902–1978), Kugelstoßer
- Charles Poletti (1903–2002), Politiker und Gouverneur des Bundesstaates New York
- William Bradford (1905–1959), Kameramann in Hollywood
- Alexander V. Acebo (1927–2019), Politiker und Vermont State Auditor
- Gayleen Aiken (1934–2005), Künstlerin
- Richard Romanus (1943–2023), Schauspieler
- Miranda July (* 1974), Künstlerin
- Elizabeth Stephen (* 1987), Skilangläuferin

### Persönlichkeiten, die vor Ort gewirkt haben
- James Fisk (1763–1844), Jurist und Vertreter Vermonts im US-Kongress; Rechtsanwalt in Barre
- Lucius Benedict Peck (1802–1866), Jurist und Vertreter Vermonts im US-Repräsentantenhaus; Rechtsanwal in Barre
- Hollister Jackson (1875–1927), Politiker und Vizegouverneur von Vermont, starb bei der Flut 1927 im Amt